# Yazaldes Nascimento
Yazaldes Nascimento (ur. 17 kwietnia 1986) – lekkoatleta (sprinter) pochodzący z Wysp Świętego Tomasza i Książęcej, od roku 2006 reprezentujący Portugalię.
Zawodnik w 2004 roku brał udział w biegu na 100 metrów na igrzyskach olimpijskich w Atenach - odpadł w eliminacjach z czasem 11,00 sekund. W roku 2007, reprezentując już Portugalię, zdobył srebro na Młodzieżowych Mistrzostwach Europy w Lekkoatletyce w sztafecie 4 x 100 metrów, a w 2010 brązowy medal w biegu na 200 metrów na mistrzostwach ibero-amerykańskich. Ósmy zawodnik biegu na 100 metrów podczas mistrzostw Europy w Zurychu (2014).
Wielokrotny rekordzista Wyspy Świętego Tomasza i Książęcej oraz Portugalii.